# Gustave F. Perna

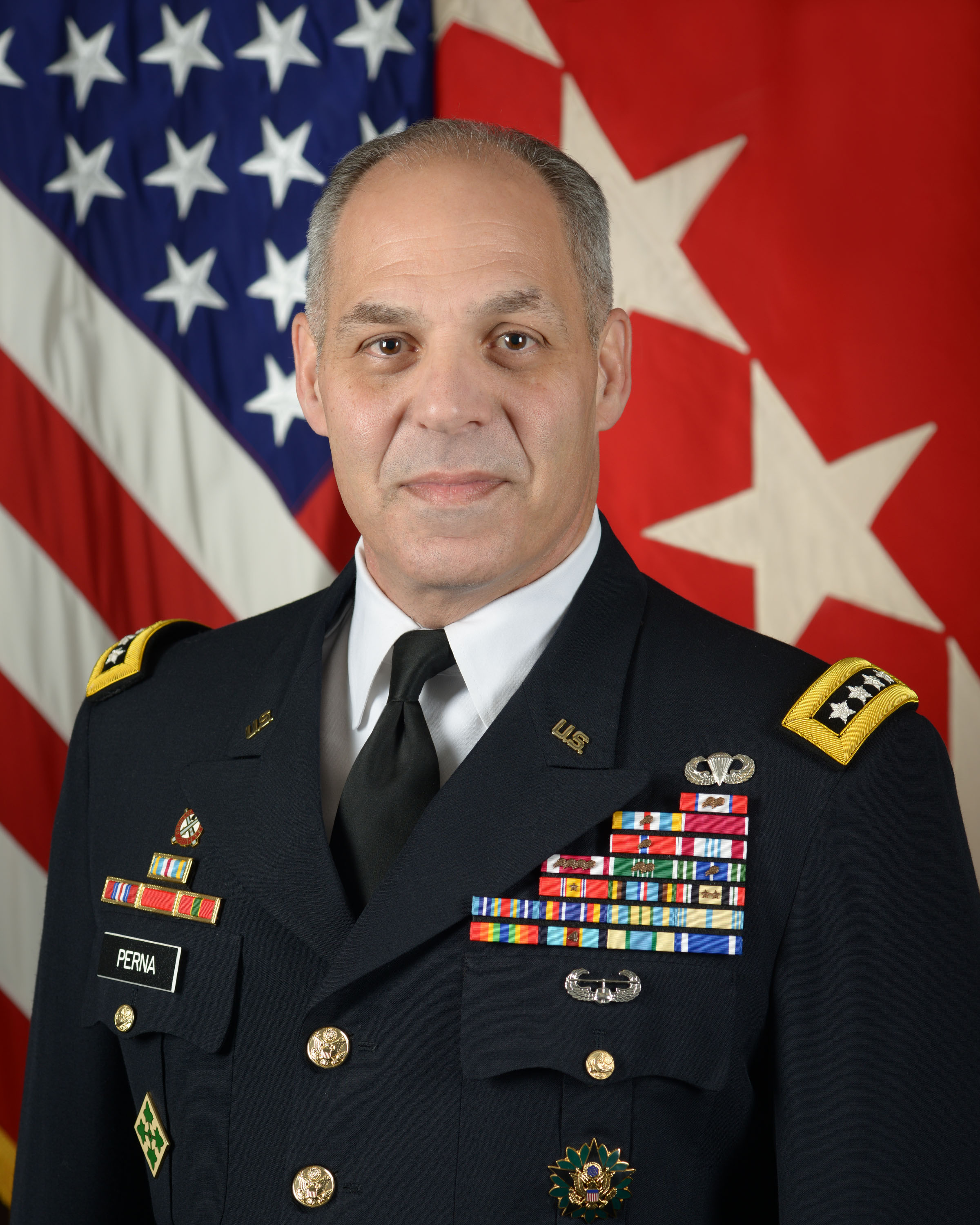
Gustave F. Perna (2016)

Gustave F. Perna (* 5. April 1960) ist ein pensionierter General der United States Army und war seit dem 30. September 2016 bis 2020 als Kommandeur des United States Army Materiel Command Befehlshaber eines sogenannten Major Commands der US-Streitkräfte. Am 15. Mai 2020 gab Präsident Trump bekannt, dass Perna zusammen mit Moncef Slaoui die Bemühungen der USA zur Entwicklung und Auslieferung eines Impfstoffes gegen SARS-CoV-2 leiten werde. Nachdem Slaouis Arbeitsvertrag von Trumps Amtsnachfolger nicht verlängert worden war, trat dieser im Januar 2021 zurück.
Perna absolvierte seine militärische Grundausbildung an der Valley Forge Military Academy und machte dort einen Abschluss in Business Administration. Danach war er als Leutnant und Infanterist eingesetzt und erwarb zudem in seinem Studienfach noch einen Bachelor an der University of Maryland sowie einen Master in Logistics Management am Florida Institute of Technology.
Danach war er größtenteils im Bereich Nachschub (G4/J4) eingesetzt, unter anderem als Nachschuboffizier in Somalia und Bosnien. Weitere Verwendungen führten ihn in die Defense Logistics Agency und als Director of Logistics, J4 im Einsatz im Irak, wo er für die Versorgung der US- und verbündeten Streitkräfte verantwortlich zeichnete. Zwischen seiner aktuellen Verwendung war er zeitweise Commander, Joint Munitions Command, ein Kommando, das für die Verwaltung von Munition im Wert von mehr als 40 Milliarden US-Dollar zuständig ist, sowie Commander, Defense Supply Center Philadelphia, mit einem Volumen von 14,5 Milliarden US-Dollar, mit dem die Versorgung der US-Streitkräfte weltweit mit Essen, Medikamenten und Bekleidung sichergestellt wird.
General Perna ist verheiratet und hat zwei Kinder.